# Klara Perić
Klara Perić (ur. 30 marca 1998 w Vinkovcim) – chorwacka siatkarka, grająca na pozycji rozgrywającej. Reprezentantka Chorwacji.

## Kariera klubowa
Wychowanka klubu ŽOK Vinkovci, w którym spędziła 6 lat. Seniorska kariera Perić rozpoczęła się w sezonie 2014/2015 w HAOK-u Mladost Zagrzeb, czołowego klubu w chorwackiej lidze. Przez dwa sezony pozostawała związana z zagrzebskim klubem, wygrywając dwa puchary Chorwacji, wicemistrzostwo w sezonie 2014/2015 i mistrzostwo w sezonie 2015/2016.
W sezonie 2016/2017 podpisała kontrakt z włoskim Pomì Casalmaggiore, z którym brała udział w Klubowych Mistrzostwach Świata w 2016 roku. 
Następny sezon rozpoczęła już jako zawodniczka CVB Barçy, z hiszpańskiej Superligi Femenina de Voleibol.
Z początkiem sezonu 2018/2019 związała się ze słoweńskim GEN-I Volley, aby w kolejnym sezonie występować w fińskiej LP Vampuli.
Sezon 2020/2021 rozpoczęła powrotem do swojego pierwszego klubu – Mladost Zagrzeb.

## Kariera reprezentacyjna
W 2015 została powołana do reprezentacji Chorwacji do lat 18, w 2016 była w reprezentacji do lat 19 i do lat 23. W 2017 występowała w kadrze do lat 20. Od 2016 jest reprezentantką seniorskiej kadry Chorwacji. Brała udział w Lidze Europejskiej w roku 2019 i 2021, w której Chorwatki dwukrotnie zdobyły srebrny medal.

## Sukcesy klubowe
Puchar Chorwacji:
- 2015, 2016, 2021, 2023[6]

Liga chorwacka:
- 2016, 2021, 2022[7]
- 2015

Klubowe Mistrzostwa Świata:
- 2016

Liga słoweńska:
- 2019

## Sukcesy reprezentacyjne
Liga Europejska:
- 2019, 2021

## Życie prywatne
Jest fanką gier wideo, posiada konsole PlayStation 4 i Nintendo Switch.
Studiuje programowanie komputerów.